# Un choix (film)
Pour plus de détails, voir Fiche technique et Distribution.
Un choix (titre original : The Choice) est un film américain réalisé par Ross Katz sorti le 5 février 2016 aux États-Unis. Il s’agit de l’adaptation cinématographique du roman du même titre écrit par Nicholas Sparks.
Au Québec, le film sort en salles le 5 février également avec un doublage québécois et est disponible en DVD dès le 3 mai.
En France, le film sort directement sur Netflix le 3 mai, avec un doublage belge.

## Synopsis
Travis Shaw et Gabby Holland sont voisins dans une petite ville côtière. Gabby est une femme intelligente, qui ne se repose que sur ses études de médecine. Quant à Travis, vétérinaire en herbe, c'est un coureur de jupon. Il essaye toutes les méthodes pour que Gabby succombe, mais elle résiste. C'est le commencement d'une longue amitié et pourquoi pas plus si Gabby stoppe sa résistance ?

## Fiche technique
- Titre : Un choix
- Titre original : The Choice
- Réalisation : Ross Katz
- Scénario : Bryan Sipe, d’après l’œuvre de Nicholas Sparks
- Direction artistique : William G. Davis
- Décors : Mark Garner, Chuck Potter
- Casting : W. Mark Fincannon, Venus Kanani, Mary Vernieu
- Costumes : Alex Bovaird
- Photographie : Alar Kivilo
- Son :
- Montage : Lucy Donaldson, Joe Klotz
- Musique : Marcelo Zarvos (en)
- Production : Nicholas Sparks, Peter Safran, Theresa Park, Hans Ritter et Dan Clifton
- Société de production : Safran Company, POW!
- Distribution : Lionsgate
- Budget :
- Pays d’origine :  États-Unis
- Langue originale : anglais
- Format : couleur
- Durée : 111 minutes
- Genres : romantique, dramatique
- Dates de sortie :
  -  États-Unis : 5 février 2016
  -  France : 3 mai 2016

## Distribution
- Benjamin Walker (VFB : Pierre Lognay ; VQ : Alexandre Fortin) : Travis Shaw
- Teresa Palmer (VFB : Audrey d'Hulstère ; VQ : Ariane-Li Simard-Côté) : Gabby Holland
- Maggie Grace (VFB : Mélanie Dermont ; VQ : Laurence Dauphinais) : Stephanie Parker, sœur de Travis
- Alexandra Daddario (VFB : Marie du Bled ; VQ : Stéfanie Dolan) : Monica
- Tom Welling (VFB : Laurent Bonnet ; VQ : Guillaume Champoux) : Dr Ryan McCarthy
- Tom Wilkinson (VFB : Patrick Descamps ; VQ : Marc Bellier) : Dr Shep, père de Travis
- Jesse C. Boyd (VQ : Nicholas Savard L'Herbier): Matt
- Brad James : Ben
- Noree Victoria : Liz
- Anna Enger : Megan
- Lou Lou Safran : Katie
- Vance Griswold : Jesse
- Brett Rice : Dr. McCarthy, père de Ryan
- Ashley LeConte Campbell : Maryanne McCarthy, mère de Ryan
- Sharon Blackwood : Cora
- Marty Stonerock : Alice Vandy
- Dianne Sellers : Jackie
- Wilbur Fitzgerald : Mr. Holland
- Callan White : Mme. Holland

Version française réalisée par Deluxe Media Paris ; direction artistique : Raphaël Anciaux ; adaptation : Anthony Panetto
Sources et légende : version québécoise (VQ) sur Doublage Québec

Photos des acteurs principaux
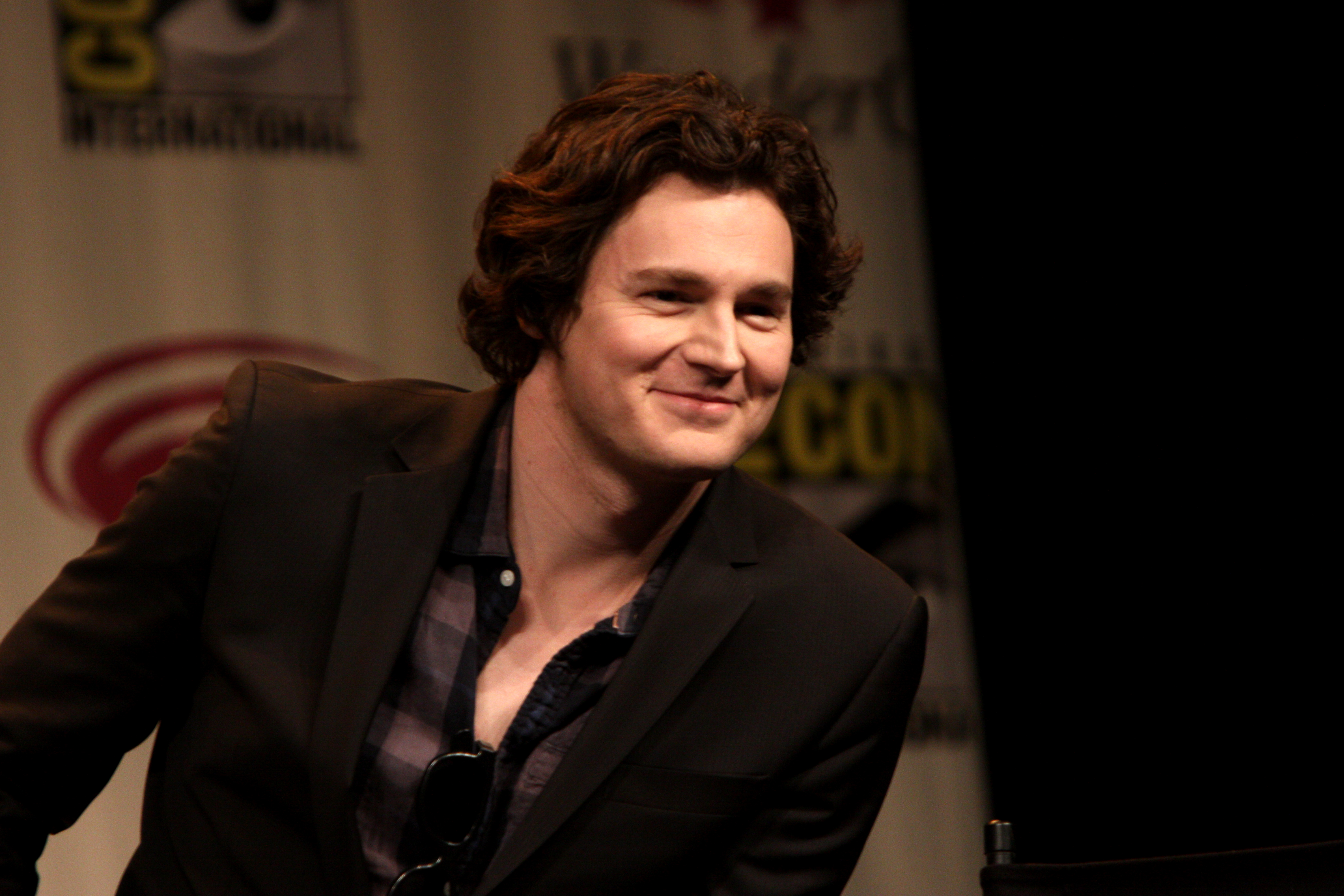
Benjamin Walker dans le rôle de Travis Parker
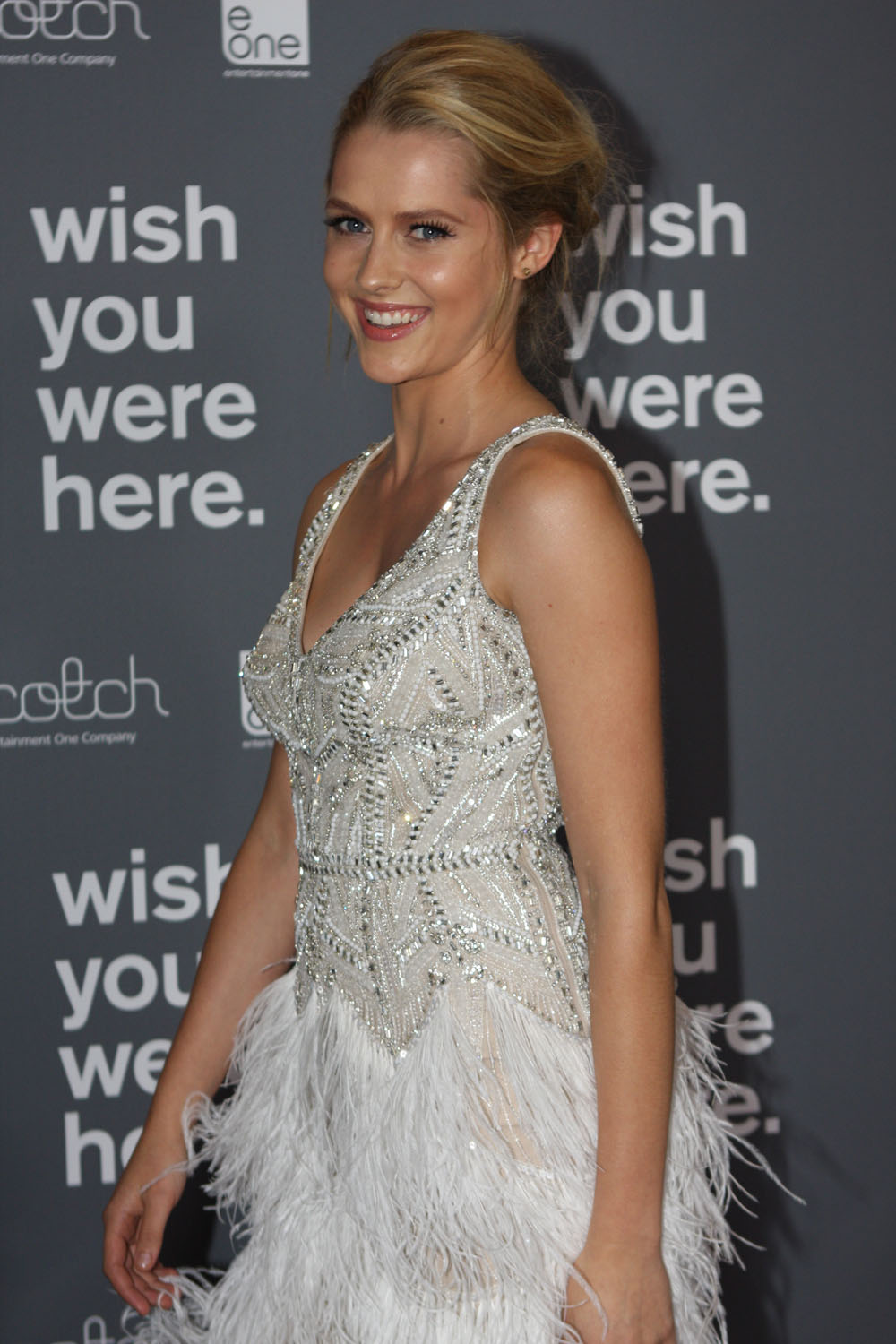
Teresa Palmer dans le rôle de Gabby Holland
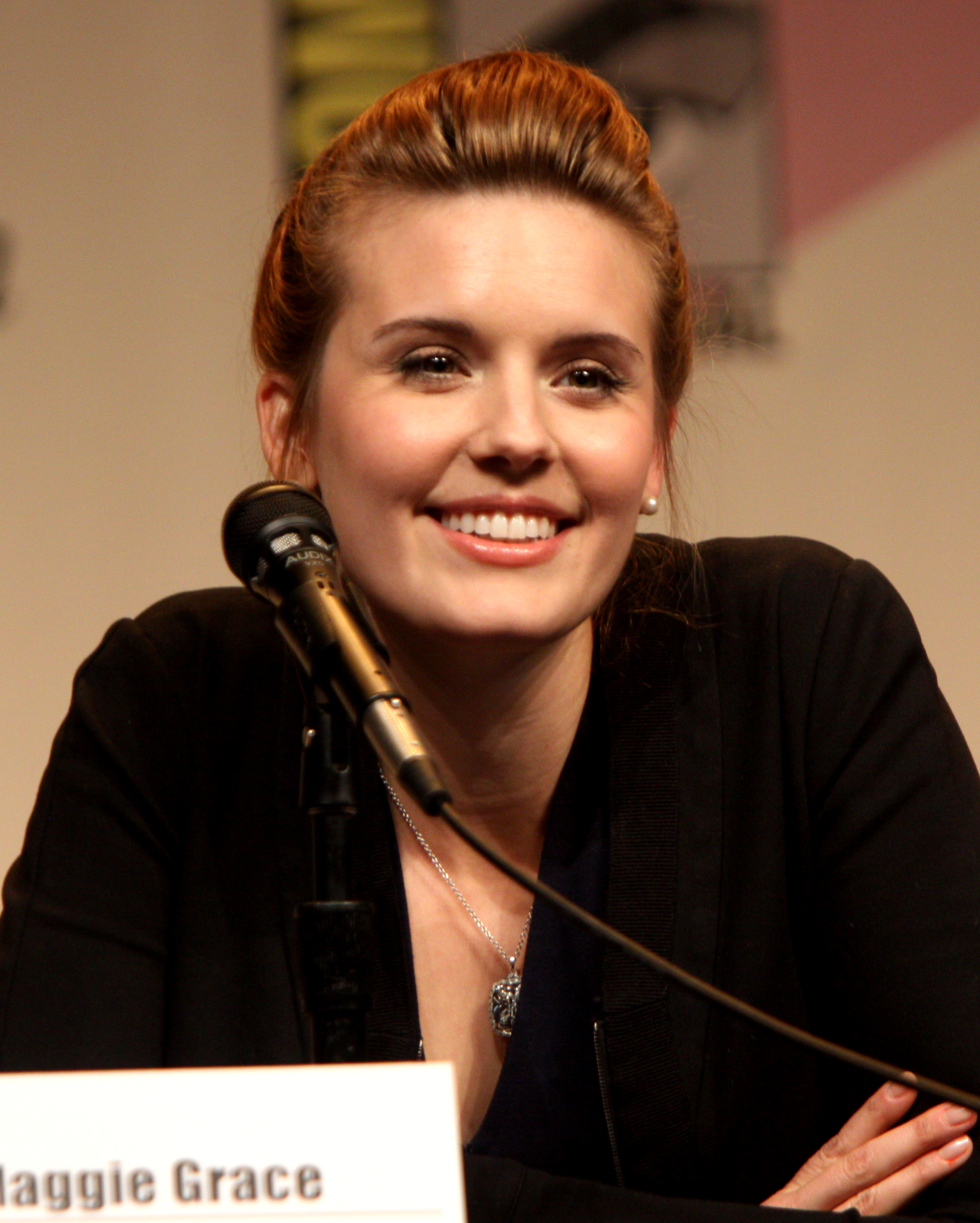
Maggie Grace dans le rôle de Stephanie Parker
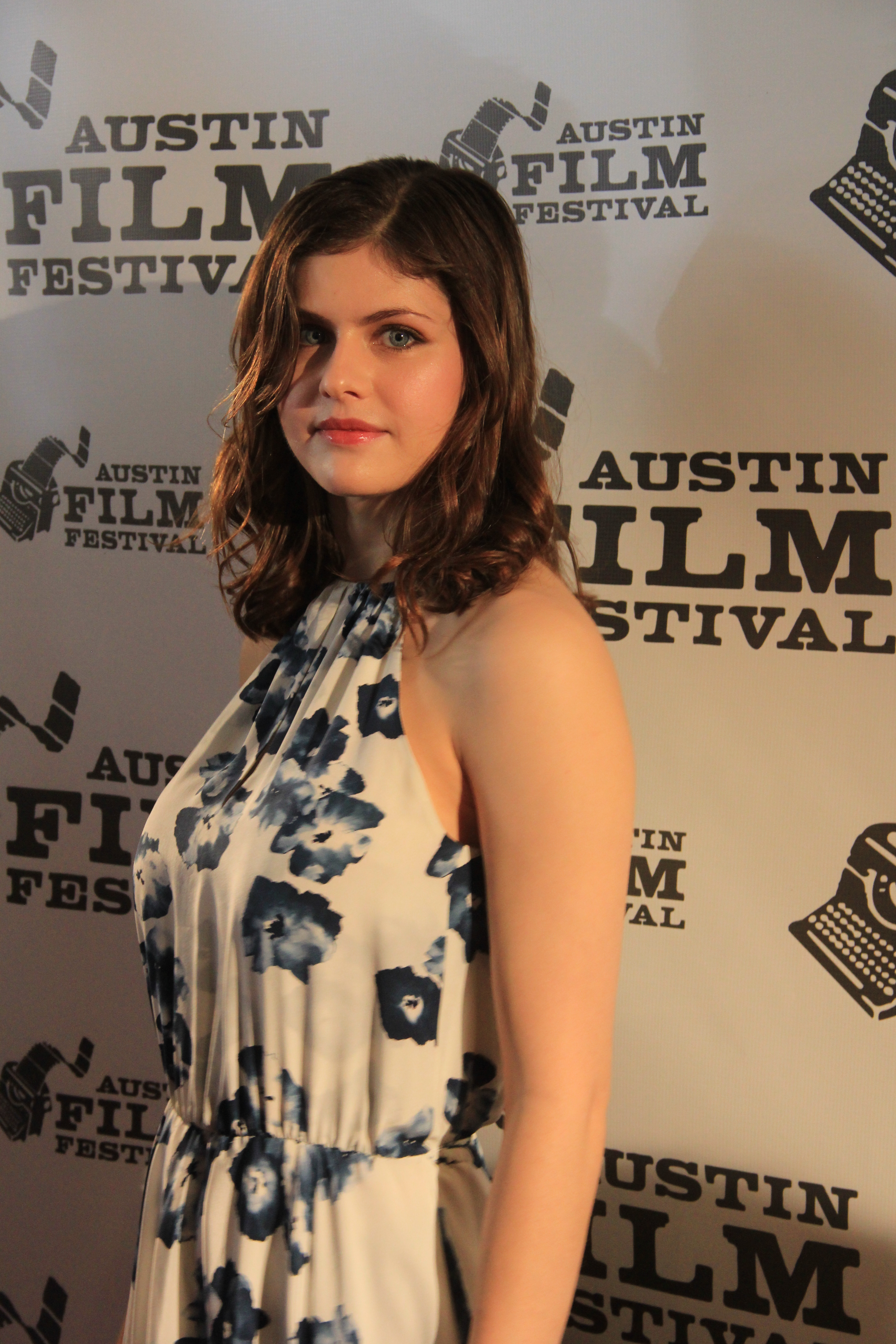
Alexandra Daddario dans le rôle de Monica
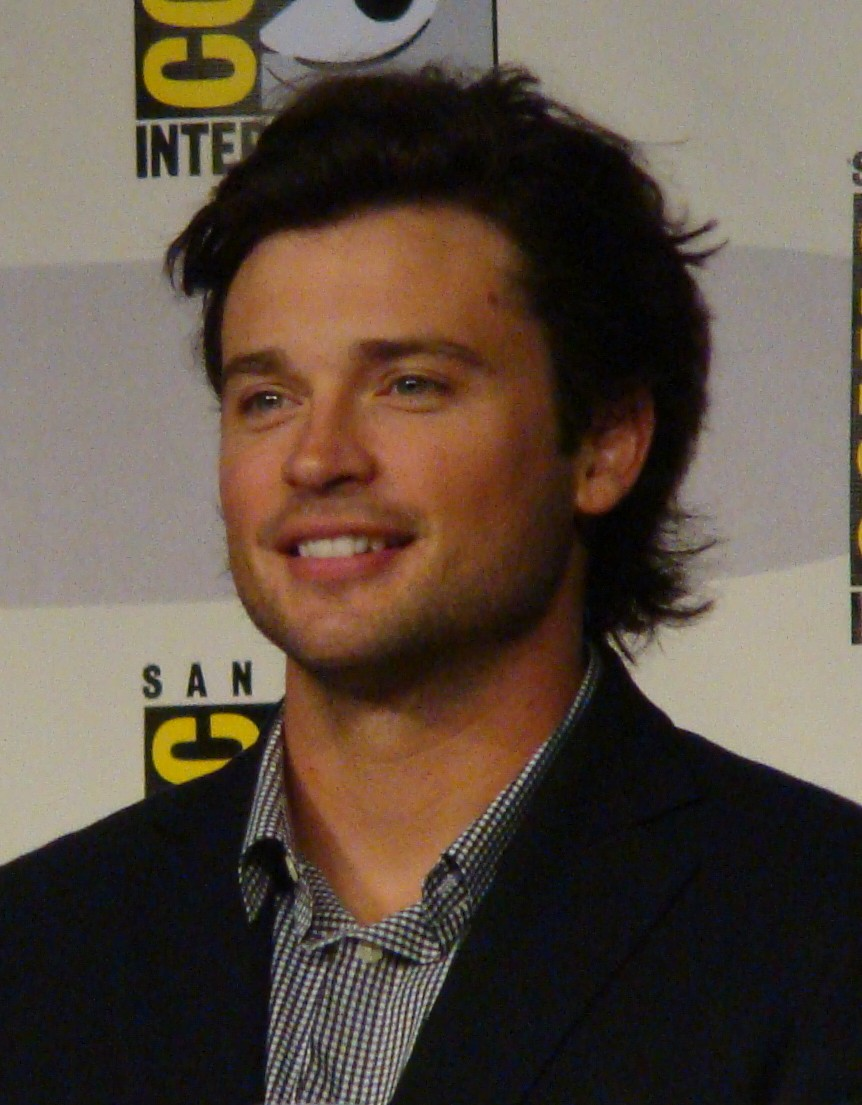
Tom Welling dans le rôle du Dr Ryan McCarthy
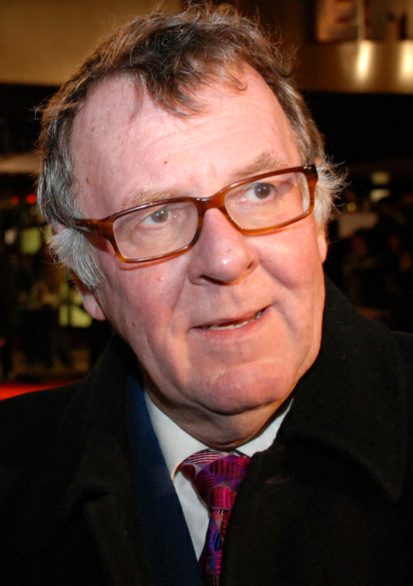
Tom Wilkinson dans le rôle du Dr Shep

## Autour du film

### Chansons du film
1. Amsterdam, interprété par Guster
2. What Can I Do?, interprété par The Rosebuds
3. Black Betty, interprété par Mick Jaroszyk
4. Don't Ever Let Me Go, interprété par Marcelo Zarvos (en)
5. The Secret to Life, interprété par Marcelo Zarvos (en)
6. Modern Drift, interprété par Efterklang
7. Terrible Love (Alternate Version), interprété par The National
8. The Stars and the Moon, interprété par Marcelo Zarvos (en)
9. Come Bother Me, interprété par Marcelo Zarvos (en)
10. Teenage, interprété par Veronica Falls
11. Tomorrow, interprété par James
12. The Finale, interprété par Evan Goldman
13. Daylight, interprété par Natalia Safran
14. I Remember Everything, interprété par Marcelo Zarvos (en)
15. The Windchimes, interprété par Marcelo Zarvos (en)